# Estructura social
En sociología, la estructura social   se refiere a la forma que adopta el sistema de las relaciones entre individuos de una sociedad o grupo. El concepto fue introducido en la ciencia por el alemán Georg Simmel, a finales del siglo XIX y por Ferdinand Tönnies con 'comunidad íntima' y 'asociación impersonal', para explicar las relaciones sistemáticas que vinculan a miembros de una determinada comunidad aunque no se encuentren en ningún momento en contacto directo, ha resultado uno de los conceptos más problemáticos de la disciplina y el comportamiento humano. La falta de un consenso acerca de en qué medida las estructuras tienen una existencia real, más allá de las acciones de los individuos —el llamado problema de la relación agencia-estructura— y la posición de algunas corrientes, especialmente de origen empirista, que niegan la posibilidad de concebir adecuadamente la estructura social en su conjunto, han sido causa de numerosos debates.

## Historia temprana
El estudio temprano de las estructuras sociales ha informado considerablemente el estudio de las instituciones, la cultura y la agencia, la interacción social y la historia.
Se supone que Alexis de Tocqueville fue el primero en utilizar el término "estructura social". Más tarde, Karl Marx, Herbert Spencer, Ferdinand Tönnies, Émile Durkheim y Max Weber contribuirían a los conceptos estructurales en sociología. Este último, por ejemplo, investigó y analizó las instituciones de la sociedad moderna: mercado, burocracia (empresa privada y administración pública) y política (por ejemplo, la democracia).
Una de las primeras y más completas descripciones de la estructura social fue la de Karl Marx, que relacionó la vida política, cultural y religiosa con el modo de producción (una estructura económica subyacente). Marx sostenía que la base económica determinaba sustancialmente la superestructura cultural y política de una sociedad. Los planteamientos marxistas posteriores, como el de Louis Althusser, proponían una relación más compleja que afirmaba la autonomía relativa de las instituciones culturales y políticas, y una determinación general por factores económicos sólo "en última instancia".
En 1905, el sociólogo alemán Ferdinand Tönnies publicó su estudio Los problemas actuales de la estructura social, en el que sostiene que sólo la constitución de una multitud en una unidad crea una "estructura social", basando su planteamiento en su concepto de voluntad social.
Émile Durkheim, basándose en las analogías entre sistemas biológicos y sociales popularizadas por Herbert Spencer y otros, introdujo la idea de que las diversas instituciones y prácticas sociales desempeñaban un papel a la hora de asegurar la integración funcional de la sociedad mediante la asimilación de diversas partes en un todo unificado y autorreproductor. En este contexto, Durkheim distinguió dos formas de relación estructural: solidaridad mecánica y solidaridad orgánica. La primera describe estructuras que unen partes similares a través de una cultura compartida, mientras que la segunda describe partes diferenciadas unidas a través del intercambio social y la interdependencia material.
Al igual que Marx y Weber, Georg Simmel, en términos más generales, desarrolló un enfoque de amplio alcance que proporcionó observaciones y percepciones sobre la dominación y la subordinación; la competencia; la división del trabajo; la formación de partidos; la representación; la solidaridad interna y la exclusividad externa; y muchas características similares del Estado, las comunidades religiosas, las asociaciones económicas, las escuelas de arte, y de las redes familiares y de parentesco. Por muy diversos que sean los intereses que dan lugar a estas asociaciones, las formas en que se materializan los intereses pueden ser idénticas.

## Definición y concepto
La estructura social es un concepto omnipresente pero alguna vez es empleado con diferentes significados, pues es definido como equivalente a sistema social u organización social guiada por normas y valores. Las diferentes perspectivas en sociología: de la dialéctica, del funcionalismo y del interaccionismo simbólico, aportan descripciones con distintos puntos de vista de estructura y lo mismo sucede con las ciencias sociales más próximas a la sociología: la ecología humana, la psicología social y la antropología cultural, lo cual en sí mismo es útil, porque también en esto la diversidad enriquece.
En los dos planos porque la macrosociología como superestructura y microsociología como hábitat o espacio personal, puede mejor definirse los conceptos con el siguiente paso, (tomado de la ecología en relación con el ecosistema); completando las parejas con el medio ambiente y la tecnología.

### Estructura institucional frente a estructura relacional
Además, López y Scott (2000) distinguen entre dos tipos de estructura:
- Estructura institucional: "se considera que la estructura social comprende aquellos patrones culturales o normativos que definen las expectativas que los agentes [sic] tienen sobre el comportamiento de los demás y que organizan sus relaciones duraderas entre sí".
- Estructura relacional: "Se considera que la estructura social comprende las relaciones mismas, entendidas como patrones de interconexión causal e interdependencia entre los agentes y sus acciones, así como las posiciones que ocupan".

### Microestructura frente a macroestructura
La estructura social también se puede dividir en microestructura y macroestructura:
- Microestructura: El patrón de relaciones entre los elementos más básicos de la vida social, que no pueden dividirse más y no tienen estructura social propia (por ejemplo, patrón de relaciones entre individuos en un grupo compuesto de individuos, donde los individuos no tienen estructura social; o una estructura de las organizaciones como un patrón de relaciones entre posiciones sociales o roles sociales, donde esas posiciones y roles no tienen estructura por sí mismos).
- Macroestructura: El patrón de relaciones entre objetos que tienen su propia estructura (por ejemplo, una estructura social política entre partidos políticos, así como los partidos políticos tienen su propia estructura social).

### Otros tipos
Los sociólogos también distinguen entre:
- Estructuras normativas: patrón de relaciones en una estructura (organización) dada entre normas y modos de operación de personas de diferentes posiciones sociales.
- Estructuras ideales: patrones de relaciones entre creencias y puntos de vista de personas de diferentes posiciones sociales.
- Estructuras de interés: patrones de relaciones entre metas y deseos de personas de diferentes posiciones sociales.
- Estructuras de interacción: formas de comunicación de personas de distintas posiciones sociales.

Los sociólogos modernos a veces diferencian entre tres tipos de estructuras sociales:
- Estructuras de relación: familia o estructuras de clan más grandes similares a una familia.
- Estructuras de comunicación: estructuras en las que se pasa la información (por ejemplo, en organizaciones)
- Estructuras sociométricas: estructuras de simpatía, antipatía e indiferencia en las organizaciones. Esto fue estudiado por Jacob L. Moreno.

La teoría del sistema de reglas sociales reduce las estructuras de (3) a disposiciones particulares del sistema de reglas, es decir, los tipos de estructuras básicas de (1 y 2). Comparte con la teoría de roles, la sociología organizacional e institucional y el análisis de redes la preocupación por las propiedades y desarrollos estructurales y al mismo tiempo proporciona herramientas conceptuales detalladas necesarias para generar propuestas, modelos y análisis interesantes y fructíferos.

## La nueva definición
La estructura social es una población con una organización, que vive y se desarrolla en un medio ambiente. Se puede definir ahora el sistema, como está establecida de hecho la sociedad, llenándola de contenidos, que interactúan por las redes de la estructura, usando cualquier tabla: cultura como lenguaje, arte, religión, recreación y deporte etc., valores como gobierno, propiedad, estratificación, familia, grupos, etc., completando así su identificación e identidad y mejorando su entendimiento. El sentido de reducir los elementos a dos: cultura y valores, es para separar los aspectos culturales de los sociales, por ejemplo, la cultura popular como expresión de los valores populares. Esta clasificación en dos grupos (o más) tiene problemas, que en apariencia no inciden sobre la estructura, por ejemplo religión, si es la búsqueda de lo trascendente o es la socialización de las personas, en este caso estaría en el segundo grupo. Por extensión la estructura social modifica y es modificada por la tecnología y el medio ambiente. El análisis sociológico de las estructuras sociales no puede hacerse sobre la estructura en sí misma, pues no es algo tangible, sino que es una definición formal; es como el hogar de los muchos componentes, que aquí se han simplificado con cultura y valores.
Los modelos de análisis están muy desarrollados en el funcionalismo-estructuralismo y en la dialéctica-conflicto, con dos enfoques diferentes. Tentativamente pudiera decirse para ambos enfoques que el sistema social es la misma Estructura social interactuando con todos los componentes diversos, ya sea aplicándolo a la sociedad global o a formaciones más localizadas y a veces con menos componentes. Los análisis serán sobre los componentes.
El cambio social enfatizará o el estructuralismo o la teoría del conflicto.
El determinismo estructural, tomado de la teoría de sistemas, implicando mecanismos como autopoiesis y varios más de retroalimentación en realidad es similar a los condicionantes estructurales en aplicaciones de todos estos conceptos de las ciencias sociales a hechos reales, que se estudian tal como se presentan como realidad social y al mismo tiempo con proyección de futuro: pobreza, vivienda, alimentación.
Un enfoque diferente, buscando profundizar en el concepto de estructura, es el examen del movimiento filosófico sobre la estructura o estructuralismo, pero este es volátil, pues se resume en nuevas corrientes como el postestructuralismo, el postmodernismo y el postmaterialismo, alrededor del tema básico : la prioridad de la estructura social real o conceptual, sobre la acción social, emigrando hacia estudios culturales, como la antropología o la lingüística y si nuevamente se volviera a la forma más radical 
-el tema básico-, pudiera ser enriquecedor para la categoría de estructura, dependiendo de lo que se tratase de investigar: el tema filosófico de las prioridades o el tema sociológico de los condicionantes.
Estructura: en cuanto a concepto fundamental de la sociología y de la antropología de la cultura, ofrece dificultades de aplicación y entendimiento pues apunta a diversos planes de la realidad social; por otra parte se puede hablar de la estructura social que une a dos personas, y solamente a ellos dos, de una forma especial que resulta del estatus y de lo que desempeñan.
La estructura: pero también se habla de la estructura de toda una sociedad. La estructura social se puede deducir por existencia de su influjo en la acción o relación social de los individuos.

## Origen y desarrollo de las estructuras
Algunos creen que la estructura social se desarrolla de forma natural, causada por necesidades sistémicas mayores (por ejemplo, la necesidades de clases de trabajadores, directivos, profesionales y militares), o por conflictos entre grupos (por ejemplo, la competencia entre partidos políticos o élites y masas). Otros creen que esta estructuración no es resultado de procesos naturales, sino de la construcción social. El desajuste entre el ideal cultural de independencia de las instituciones y las normas de interdependencia comunes entre los individuos de clase trabajadora puede reducir sus oportunidades de éxito. En este sentido, puede ser creado por el poder de las élites que buscan conservar su poder, o por sistemas económicos que ponen énfasis en la competencia o la cooperación.
La etnografía ha contribuido a comprender la estructura social al revelar prácticas y costumbres locales que difieren de las prácticas occidentales de jerarquía y poder económico en su construcción.
La explicación más exhaustiva de la evolución de la estructura social es quizá la que proporcionan los relatos de estructura y agencia que permiten un análisis sofisticado de la coevolución de la estructura social y la agencia humana, en la que agentes socializados con cierto grado de autonomía actúan en sistemas sociales en los que su acción está, por un lado, mediada por la estructura y las expectativas institucionales existentes, pero puede, por otro, influir o transformar esa estructura institucional. En cuanto a los agentes de socialización, las estructuras sociales están ligeramente influidas por los individuos, pero éstos están más influidos por aquéllas. Algunos ejemplos de estos agentes de socialización son el lugar de trabajo, la familia, la religión y la escuela. La forma en que estos agentes de socialización influyen en tu individualismo varía en cada uno de ellos, sin embargo, todos desempeñan un papel importante en el desarrollo de tu autoidentidad.

## Implicaciones críticas
La noción de estructura social puede enmascarar sesgos sistemáticos, ya que involucra muchas subvariables identificables (por ejemplo, género). Algunos argumentan que hombres y mujeres que por lo demás tienen calificaciones iguales reciben un trato diferente en el lugar de trabajo debido a su género, lo que se denominaría un sesgo "social estructural", pero otras variables (como el tiempo en el trabajo o las horas trabajadas) podrían quedar enmascaradas. . El análisis estructural social moderno tiene esto en cuenta a través del análisis multivariado y otras técnicas, pero persiste el problema analítico de cómo combinar varios aspectos de la vida social en un todo.

## Desarrollo del individualismo
Sociólogos como Georges Palante han escrito sobre cómo las estructuras sociales coaccionan nuestra individualidad y nuestros grupos sociales al moldear las acciones, pensamientos y creencias de cada ser humano. En términos de agentes de socialización, las estructuras sociales están levemente influenciadas por los individuos, pero los individuos están más influenciados por ellos. Algunos ejemplos de estos agentes de socialización son el lugar de trabajo, la familia, la religión y la escuela. La forma en que estos agentes de socialización influyen en tu individualismo varía en cada uno; sin embargo, todos juegan un papel importante en el desarrollo de su identidad propia. Los agentes de socialización también pueden afectar cómo te ves a ti mismo individualmente o como parte de un colectivo. Nuestras identidades se construyen a través de influencias sociales que encontramos en nuestra vida diaria.  La forma en que te educan para ver tu individualidad puede obstaculizar tu capacidad para tener éxito al limitar tus habilidades o podría convertirse en un obstáculo en ciertos entornos en los que se adopta la individualidad, como universidades o grupos de amigos.

## Teóricos relacionados
- Émile Durkheim
- Anthony Giddens
- Niklas Luhmann
- Karl Marx
- Robert K. Merton
- George Murdock
- Talcott Parsons
- Ferdinand Tönnies
- Max Weber